# Murmuración

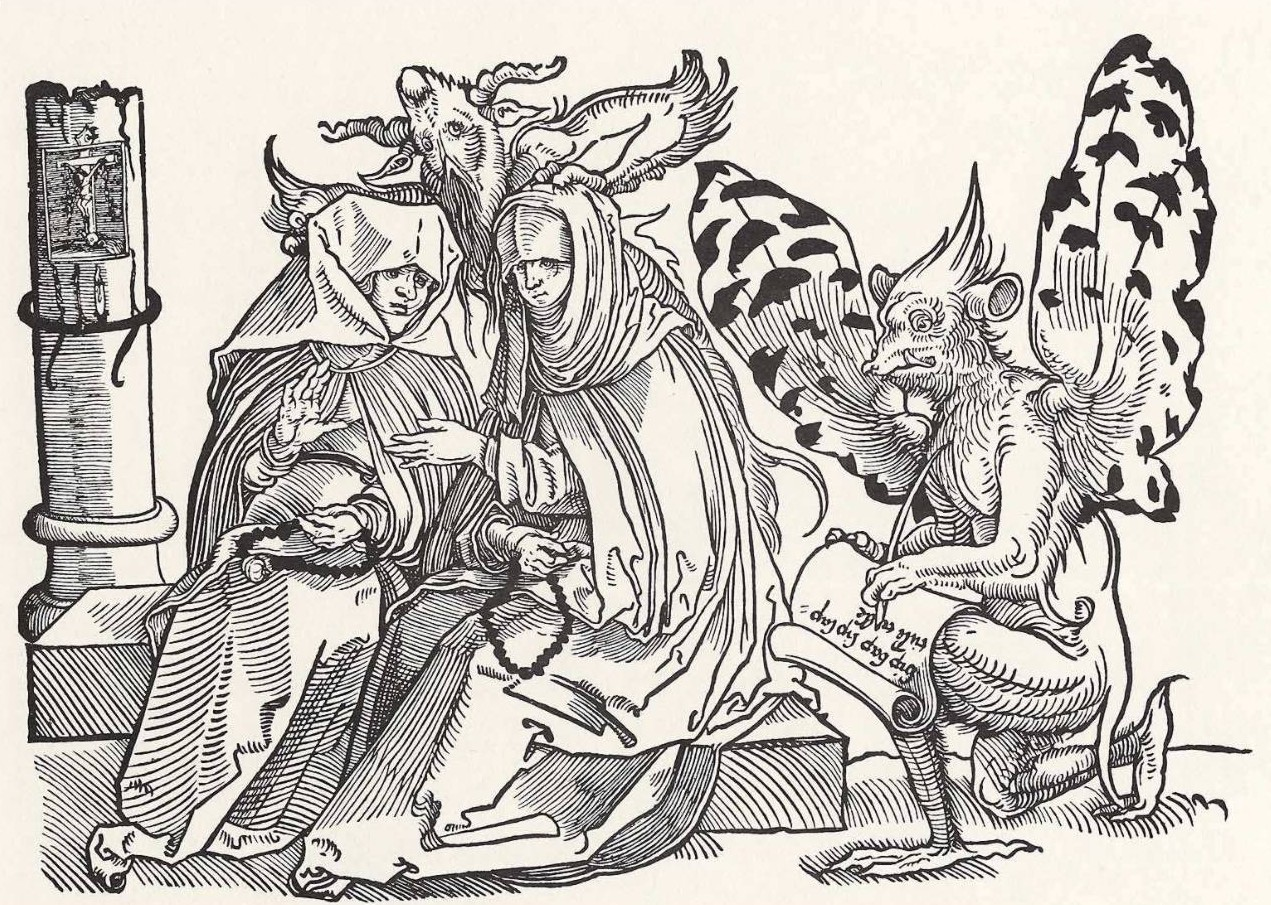
La murmuración y el diablo de Hans Weiditz (1488-1534)

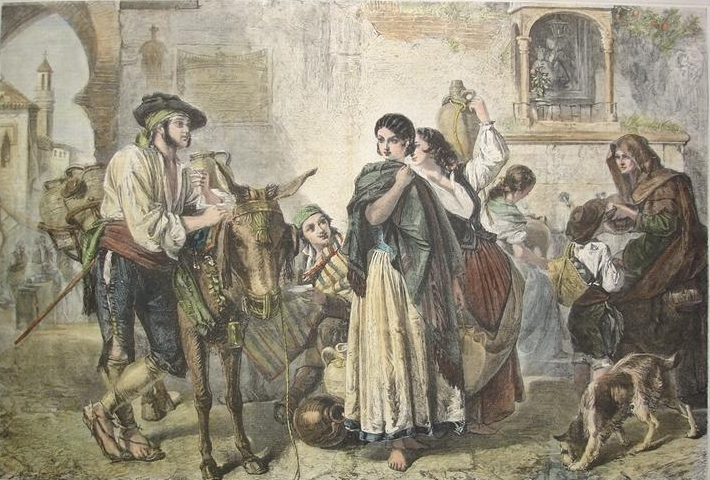
Obra titulada "Cotilleos en el pozo", ambientada en la Sevilla del. Se trata de una xilografía coloreada a mano, basada en un cuadro de J. Philips.

La murmuración es una actividad humana que consiste en hablar de alguien o algo, tan bien como mal, aunque generalmente de forma desfavorable, sin que la persona en cuestión esté presente. Algunos sinónimos son habladuría, comadreo, rumor, chisme o cotilleo.

## Características
Tal actividad puede consistir en:
- La indiscreción, para casos de menor importancia. (Para casos de importancia, se podría considerar en el ámbito del espionaje).
- El vicio de escuchar y difundir rumores, por considerarse propia de cotillas.
- La actividad, característica de las denominadas prensa del corazón (prensa rosa) y prensa sensacionalista (prensa amarilla), que suele considerarse impropia del periodismo desde el punto de vista de la ética periodística.
- Suelen ser "rumores sobre rumores" de una información privada. La murmuración suele tener un tono negativo. Además, la persona no está presente; esto hace que no pueda testificar sobre la falsedad o veracidad de lo que se dice.
- Cuando las historias van de boca en boca, toda una vida (consciente o inconscientemente), ha habido una tendencia a cambiar las cosas. Un rumor puede acabar, en última instancia, destruyendo reputaciones.
- Tiende la mayoría de las veces a exagerar o adornar demasiado la realidad¡
- Los sucesos que se cuentan generalmente no se han comprobado.
- En muchas culturas antiguas las murmuraciones fueron consideradas como repugnantes o impropias.
- Puede resultar un arma de doble filo, ya que cuando la información en cuestión es desfavorable a sus protagonistas y, aun se hace saber, la misma podría generar ciertas dificultades y problemas difíciles de solucionar.
- Puede ser utilizada como base promocional o industria de consumo, el ejemplo más claro es en la industria del espectáculo.
- Algunos científicos, como Ralph Rosnow, Jack Levin y Nigel Nicholson, han hecho largos estudios sobre el chisme, y han llegado a la conclusión de que sin su incursión, la sociedad no hubiera existido.

## Perspectiva lingüística del cotilleo
Al hablar, se emplean diferentes estructuras (tanto a nivel gramatical como pragmático) que permiten comunicar ideas y creencias. Uno de estos usos toma una forma común: el cotilleo. 
El cotilleo o chismorreo es definido por Jennifer Coates, sociolingüista, como: 

el proceso básico de la psicología social diaria que provee a las personas con información esencial y necesaria para que, de acuerdo a su capacidad, puedan lidiar con el mundo social, resolver problemas y tratar con las personas que les rodean

Deborah Tannen, también sociolingüista, menciona que este: 

...crea amistades, siempre que el interlocutor responda en la forma esperada

Pero, tal parece que para las mujeres el crear amistades por este medio va a un nivel más arriba. Según explica:

Para muchas mujeres, mantener a los amigos actualizados con los eventos en su vida es una obligación y […] si no tienen secretos para contar, pueden sentirse nerviosas y en problemas. Esto se debe a que las mujeres […] necesitan que otras mujeres sean partícipes o de lo contrario su amistad no se aprecia exitosa

Asimismo, Tannen menciona que los hombres discuten lo que atañe a los negocios, el mercado de acciones, el partido de fútbol, o la política. ¿Significa esto que los hombres no hacen uso del cotilleo?, en lo absoluto. Tannen concluye, en su trabajo de investigación, que los hombres SÍ cotillean, pero en el sentido de hablar sobre ellos mismos y sobre otras personas. Sin embargo, cuando lo hacen, por lo regular es mínimo y vago.
En cuanto al lado negativo del cotilleo, Tannen menciona que:

las mujeres son específicas a la hora de criticar el comportamiento de los demás; los hombres son más generales al hacerlo.

## Temas

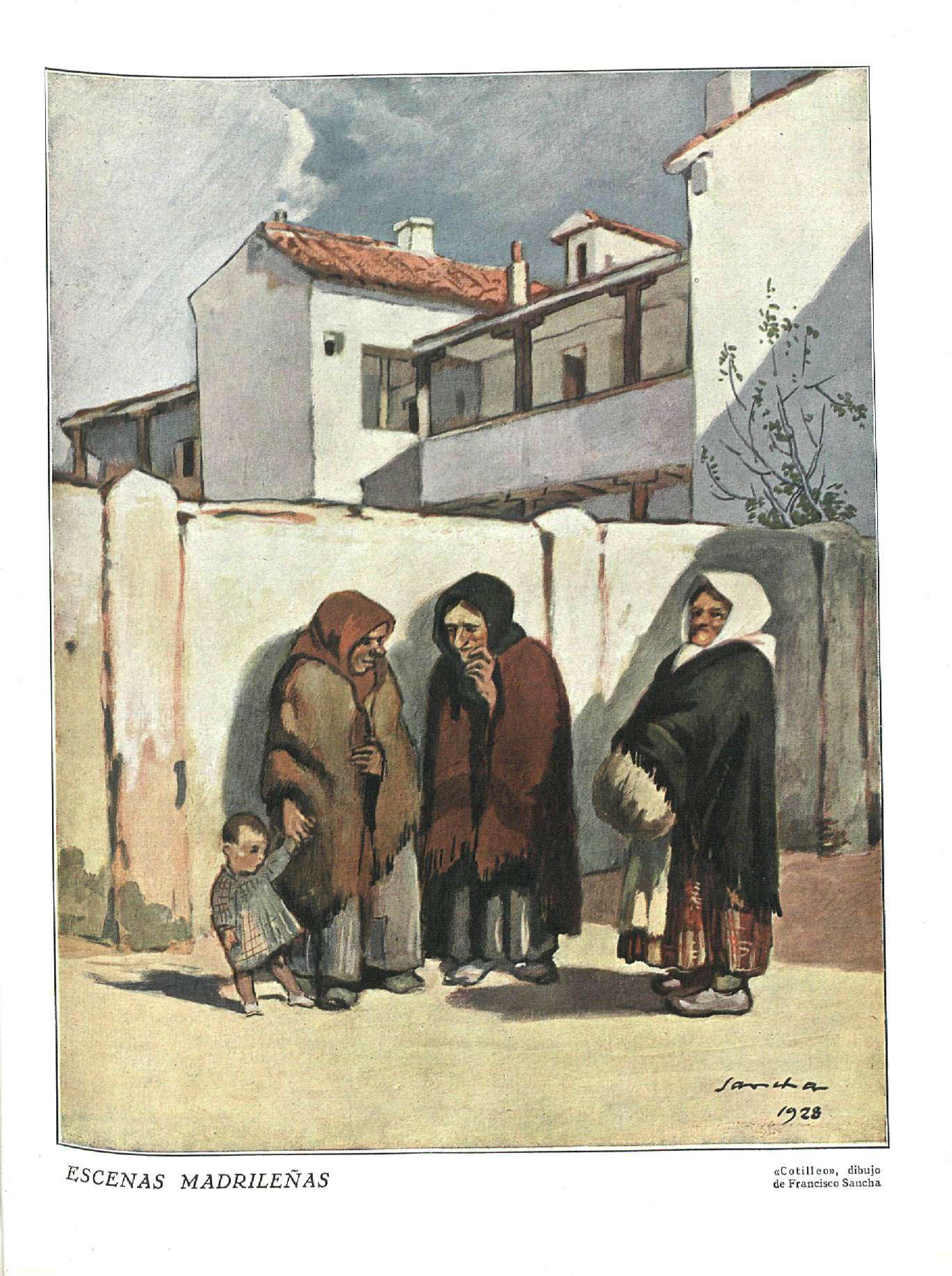
Ilustración titulada «Cotilleo»

Los temas son infinitos. Pueden incluirse los que siguen:
- Competencia profesional;
- Declaraciones poco acertadas que la persona haya hecho;
- Las preferencias o ideas (políticas) de la persona;
- Aspectos legales o fiscales de la persona en cuestión;
- Modo de vestir, creencias religiosas o estilo de vida;
- Forma de ser en el trato con la gente.
- Supuestos sobre un embarazo o un aborto accidental;
- La infidelidad marital y/o visitas a burdeles;
- Preferencias sexuales no estándar (que no sean ilegales);

Sin embargo, mucha gente lo hace todos los días. Diarios que se han especializado en el tema, los llamados diarios sensacionalistas, tienen una gran popularidad, porque los rumores sobre las personas famosas, interesan en general al gran público, por eso la prensa del corazón se centra en personajes conocidos . Es conocido en esta especialidad el periodista sensacionalista neerlandés Henk van der Meydan.
"Donde hay humo, hay fuego" es un proverbio neerlandés, que es el alma de la difusión de los rumores. Como imagen del poder destructivo que un rumor puede desencadenar, en la película Gossip (2000), de Davis Guggenheim, aparece un ejemplo de lo que puede provocar un rumor.
Difundir rumores, a veces, puede ser considerado como una difamación o calumnia. Aparte de que esta acción siempre ha sido condenada por las normas de la moral (la católica, entre otras), en Holanda es punible según el Código Penal.[cita requerida]

"Como yo soy imperfecto y necesito la tolerancia y la bondad de los demás, también he de tolerar los defectos del mundo hasta que pueda encontrar el secreto que me permita ponerles remedio"
Mahatma Gandhi (1869-1948) Político y pensador hindú